# Neopanorpa latipennis
Neopanorpa latipennis är en näbbsländeart som beskrevs av Cheng 1950. Neopanorpa latipennis ingår i släktet Neopanorpa och familjen skorpionsländor. Inga underarter finns listade i Catalogue of Life.